# 政治发展
在政治学中，政治发展还没有一个统一的定义。广义上，它指政治体系向更高级形态转变的过程，例如从封建国家向资本主义国家的转变；狭义上，它则指政治体系内部在结构、功能、制度上的合理化、科学化。政治学研究主要集中在狭义方面，尤其是现代化过程中的政治发展。:317-318
政治发展随着社会的发展而发展，是工业社会一种稳定有序的政治变化，是一个国家走向现代化的过程，一方面是建设一个有效率的政府，另一方面完善法制和民主建设以及自下而上的政治参与和自上而下的政治动员。
政治发展的目标包括：
- 政治结构的专门化
- 政府能力的有效运用，体现权威、法治、有限政府
- 政治文化：体现民主、参与意识、平等自由精神

但是这些目标在实际中如何实现却是政治发展的一个难题。:327-328

## 不同国家的政治发展
巴林顿·摩尔认为政治发展有三种历史类型：以美英法为代表的西方式民主的资产阶级革命；以二战前的德意日为代表的法西斯主义的自上而下的保守革命；以苏联和中国为代表的共产主义革命:329。
英国的政治发展历程比较平稳，1688年后建立君主立宪制以来一直延续这个制度，虽然后来政治结构发生了很大变化，但都是通过渐进的方式完成的。例如英国议会虽然结构没有大变化，但是通过各种政治力量之间不断的妥协、交易，君主已经成为了虚位君主，议会成为了真正的权力核心，而政治传统仍然得到了延续。类似的国家还有瑞典、丹麦、挪威、芬兰、比利时、卢森堡等。美国等原英国殖民地国家大体也是这种发展方式，只是美国的政治制度通过宪法确立，没有受到传统的影响。:330-332
法国的政治发展则走的是一条激进革命的路线。法国自1789年大革命后，经历了多次起义、暴乱和革命，政局不稳定，政治体制也缺乏连续性，政治发展在不断的革命和暴力中逐渐前进。类似的还有西班牙、葡萄牙、希腊等国。:332-333
德国的政治发展则带有鲜明的保守主义色彩。通过不断的王朝战争才实现了国家统一，民主化进程比较落后，也导致了其在二战时走上了专制化道路。日本、意大利也有类似情况，通过保守的改良主义自上而下的对政治结构进行调整，适应新的政治形势。:333-334
第三世界国家的政治发展具有很大的后发性。

## 参看
- 政治变迁